# Blinky Palermo
Blinky Palermo (Leipzig, 2 de juny de 1943 - Kurumba (Maldives), 17 de febrer de 1977) va ser un pintor abstracte alemany. Nascut amb el nom de Peter Schwarze, va esdevenir Peter Heisterkamp en ser adoptat de petit, i el 1964 va prendre com a nom artístic el del mafiós i promotor de boxa Blinky Palermo.
Bona part de la seva obra concentra l'atenció sobre els valors expresius dels colors, amb quadres que només contenen bandes de color o que són senzillament roba de color uniforme fixada en un marc (o fins i tot sense marc). Posteriorment aplicarà aquest concepte a instal·lacions de gran escala.

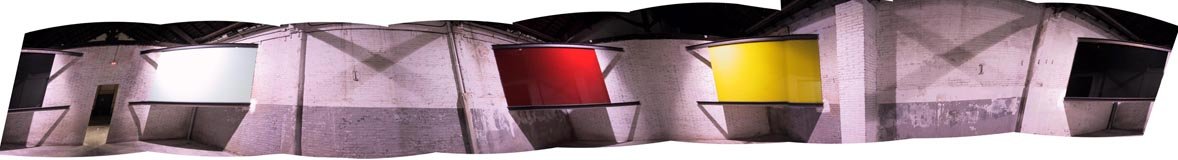
Himmelsrichtungen (Punts cardinals) reconstrucció d'aquesta instal·lació que Blinky Palermo va crear a la Biennal de Venècia de 1976, realitzada en un magatzem de Barcelona amb motiu d'una exposició retrospectiva al MACBA